# صورة شخصية مع الموت وهو يعزف على الكمان (لوحة)
صورة شخصية مع الموت وهو يعزف على الكمان (بالإنجليزية: Self-Portrait with Death Playing the Fiddle)‏ ، هي لوحة زيتية رسمها الفنان السويسري أرنولد بوكلين عام 1872. عُرضت لأول مرة في متحف ميونيخ خلال العام نفسه، مما عزز مكانته في الأوساط الفنية بالمدينة. حاليًا، تُعرض اللوحة في جزيرة المتاحف ببرلين.

## خلفية
يعتبر الموت موضوعًا متكررًا في العديد من أعمال بوكلين، حيث تناول هذا المفهوم بشكل مستمر طوال مسيرته الفنية. من بين أعماله البارزة التي عالجت هذا الموضوع نجد لوحة "الطاعون"، ونسختين من لوحة "الحرب"، بالإضافة إلى خمسة إصدارات من لوحة "جزيرة الموتى". تعكس هذه اللوحة صدى لرسم سابق للسير بريان توك نفذه رسام مجهول حوالي عام 1540، حيث يظهر فيها الموت بشكل مظلل وهو يشير إلى ساعة رملية، رمزًا لمرور الزمن ونهاية الحياة.

## الوصف
يُظهر الفنان ممسكاً بفرشاة ولوحة رسم، وضع الفنان مثير للفضول، الرقبة الملتوية، والنظرة المدققة كلها جواسيس ينقلون للمراقب الأحساس باقتراب حدث غامض وغير متوقع. بحيث تذهب نظرات بوكلين على ما يبدو إلى ما وراء المشاهد، ومع ذلك، فإن انتباهه موجه إلى ملاك الموت، الذي يحتضنه من الخلفية السوداء مطلاً على كتفه الأيسر. يبدو أن الرسام قد توقف عن عمله للاستماع بعناية إلى اللحن الذي يتردد خلفه، يستمع بوكلين إلى كمان الموت، أحادي الوتر في إشارة إلى أن الإنسان لا يملك سوى روحاً واحدة  يرتدي الفنان سترة داكنة عالية العنق، تحتها يرتدي قميصًا أبيض ذو ياقة عالية. توجد صور شخصية مماثلة لأرنولد بوكلين من الفترة التي قضاها في روما بين عامي 1863 و1864. ما يميز هذا العمل أنه رسم في وقت كان فيه الفنان في ذروة شهرته وأصبح عضوًا فخريًا في أكاديمية ميونيخ للفنون.

## التفسير
أولاً، الأوتار: الوتر الوحيد المتبقي هو الوتر الرابع G، المعروف بصوته الغامض والنفّاذ الشبيه برنين الجرس عند عزفه منفردًا. الأوتار الثلاثة المقطوعة تضفي بُعدًا رمزيًا قويًا، مما يجعل المقارنة مع أسطورة المصائر الثلاثة حتمية؛ حيث كانت الأخوات الثلاث يتحكمن في مصير الإنسان، من نسج خيط الحياة إلى قطعه. حتى آلهة أوليمبوس لم تستطع تحدي حتمية قدرهن، وبالمثل، يدرك بوكلين أن حياته ستنتهي حين يُقطع هذا الخيط الأخير.
الموت، بابتسامته المرعبة وأسنانه المكشوفة، يظهر هنا منتصرًا. بوكلين، في المقابل، لا يملك إلا الاستماع إلى هذا اللحن المميت بصمت، وهو ينصت بانتباه وكأنه محاصر في عزف أحادي النغمة بالكمان حتى تأتي النوتة الأخيرة، معلنة الوصول إلى المصير الحتمي.
ورغم ذلك، فقد جاءت تفسيرات هذا العمل متباينة للغاية. رأى بعض النقاد فيها انعكاسًا لسيرته الذاتية، معتبرين هذه الصورة المروعة إسقاطًا لمحنه الشخصية، بما في ذلك أزماته المالية ووفاة خمسة من أبنائه (والسادس توفي في 1876، بعد أربع سنوات من رسم هذه اللوحة). بينما ذهب آخرون إلى اعتبار العمل إشارة إلى التوتر بين غزارة إبداع بوكلين وعقم التقاليد الأكاديمية آنذاك.
أما الناقد هيرمان بينكن، فقد جادل بأن هذه الصورة الواقعية للغاية لا تصور الموت كنهاية، بل كتجسيد يمجّد الحياة ويحتفي بها.

## التأثير
ألهمت لوحة بوكلين (بورترية شخصية مع الموت وهو يعزف على الكمان) العديد من زملائه الفنانين لرسم لوحات مماثلة. وتشمل هذه الصورة الشخصية لهانز توما من عام 1875 ، واللوحة بورتريه ذاتي بهيكل عظمي من قبل لوفيس كورنث من عام 1896. كذلك الحركة الثانية لسمفونية غوستاف ماهلر الرابعة، التي تم تأليفها قبل وفاة بوكلين مباشرة، مستوحاة أيضًا من هذه اللوحة، والتي تُعتبر عمومًا تتويجًا لعمله التصويري.